# Veredicte final
Veredicte final (títol original: The Verdict) és una pel·lícula de Sidney Lumet, estrenada el 1982. Va aconseguir cinc nominacions a l'Oscar. Aquesta pel·lícula ha estat doblada al català.

## Argument
Frank Galvin (Paul Newman) és un advocat de certa edat vingut a menys, que passa el temps bevent i fent petites feines. Un antic soci li recorda el cas d'un error mèdic comès en un hospital, que encara no està tancat, i en el qual Galvin havia intervingut. Realitza un gran esforç per treballar de nou de forma professional i esbrina que aquest cas podria guanyar-se a favor dels familiars de la víctima. A mesura que prepara el cas rep ofertes econòmiques per arreglar l'assumpte sense anar a judici. Però Galvin està disposat a jugar-s'ho tot, tant per aconseguir una important indemnització per als familiars com per refer-se com a advocat.

## Repartiment
- Paul Newman: Frank Galvin
- Charlotte Rampling: Laura Fisher
- Jack Warden: Michael Morrisset
- James Mason: Ed Concannon
- Milo O'Shea: El jutge Hoyle
- Lindsay Crouse: Kathleen Costello
- Ed Binns: El bisbe Brody
- Julie Bovasso: Maureen Rowney
- Roxanne Hart: Sally Doughney
- James Handy: Kevin Doughney
- Wesley Addy: El doctor Towler
- Joe Seneca: El doctor Thompson
- Lewis J. Stadlen: El doctor Grubber
- Kent Broadhurst: Joseph Alito

## Premis i nominacions

### Nominacions
- 1983: Oscar a la millor pel·lícula
- 1983: Oscar al millor director per Sidney Lumet
- 1983: Oscar al millor actor per Paul Newman
- 1983: Oscar al millor actor secundari per James Mason
- 1983: Oscar al millor guió adaptat per David Mamet
- 1983: Globus d'Or a la millor pel·lícula dramàtica
- 1983: Globus d'Or al millor director per Sidney Lumet
- 1983: Globus d'Or al millor actor dramàtic per Paul Newman
- 1983: Globus d'Or al millor actor secundari per James Mason
- 1983: Globus d'Or al millor guió per David Mamet

## Al voltant de la pel·lícula
- Robert Redford havia d'interpretar en principi el paper de Frank Galvin. Quan el guionista David Mamet va presentar el seu argument, Redford no va trobar-se molt còmode per interpretar el paper d'un alcohòlic i es va buscar un altre guionista per escriure un altre projecte. Tanmateix, Redford, finalment, va desistir. El realitzador Sidney Lumet va guardar el projecte inicial i Paul Newman va acceptar interpretar el paper de Galvin.[3]
- Dustin Hoffman, Roy Scheider, Frank Sinatra i Cary Grant són els noms que els productors van examinar per interpretar la pel·lícula.
- Julie Christie va estar temptada per interpretar el paper de Laura Fisher, que va ser finalment interpretat per Charlotte Rampling.
- Dos actors del repartiment, Jack Warden i Ed Binns, van interpretar papers a la pel·lícula Dotze homes sense pietat on interpretaven els jurats 6 i 7. Aquella pel·lícula de 1957 també va ser dirigida per Sidney Lumet.
- La pel·lícula va ser rodada en gran part a Boston.
- Es pot veure Bruce Willis als seus inicis, en el paper d'un observador durant el procés.